# Морев, Юрий Александрович
Ю́рий Алекса́ндрович Мо́рев (8 мая 1943, Кустанай, Казахская ССР — 19 декабря 2015, Благовещенск) — советский и российский певец, солист Амурской областной филармонии, заслуженный артист Российской Федерации.

## Биография
Окончил музыкальное училище города Рудный.
С 1977 г. — солист Амурской областной филармонии. Исполнитель песен композиторов Николая Лошманова и Владимира Пороцкого.
В 1980 г. стал дипломантом III Всероссийского конкурса исполнителей советской песни «Сочи-80».

## Награды и звания
Заслуженный артист Российской Федерации (1996).